# FC Edineț
FC Edineț (rum. Fotbal Club Edineț) – mołdawski klub piłkarski, mający siedzibę w mieście Jedyńce na północy kraju.

## Historia
Chronologia nazw:
- 1961: ATB-12 Jedyńce (ros. «АТБ-12» Единцы)
- 1964: Kolhoz im. Lenina Jedyńce (ros. колхоз им. Ленина Единцы)
- 1975: Urojai Jedyńce (ros. «Урожай» Единцы)
- 1992: Vierul Edineț
- 1994: Gloria-Cuarț Edineț
- 2000: Fortuna Edineț
- 2002: klub rozwiązano
- 2011: FC Edineț

Klub piłkarski ATB-12 Jedyńce został założony w miejscowości Jedyńce w roku 1961. Protoplastą klubu był Dinamo Jedyńce, który brał udział w rozgrywkach pierwszej ligi mistrzostw Mołdawskiej SRR. Od 1964 zespół reprezentował Kolhoz im. Lenina. W 1969 zajął drugie miejsce w pierwszej lidze mistrzostw Mołdawskiej SRR, a w 1972 klub zdobył swój pierwszy tytuł mistrzowski. W 1975 zmienił nazwę na Urojai Jedyńce i występował w pierwszej lidze mistrzostw Mołdawskiej SRR do 1986, a potem zrezygnował z rozgrywek.
Po uzyskaniu niepodległości przez Mołdawię i organizowaniu własnych mistrzostw klub z nazwą Vierul Edineț startował w 1992 w rozgrywkach Pucharu Mołdawii. Potem zmienił nazwę na Gloria-Cuarț Edineț. W sezonie 1995/96 zajął 10.miejsce w Divizia A. W następnym sezonie po rundzie jesiennej wycofał się z rozgrywek, a jego wyniki zostały anulowane. Potem występował w Divizia B "Nord". W sezonie 1999/2000 uplasował się na 10.pozycji w Serii Nord Divizia B, ale już w następnym sezonie po zmianie nazwy na Fortuna Edineț startował w Divizia A, gdzie był szóstym. Sezon 2001/02 znów zakończył na 6.lokacie. Ale latem 2002 po nawiązaniu współpracy z Nistru Otaci występował jako druga drużyna klubu z Otaci (Nistru-2), klub w Jedyńcach przestał istnieć.
28 lipca 2011 klub został odrodzony jako FC Edineț. W sezonie 2011/12 zajął drugie miejsce w Serii Nord Divizia B i awansował do Divizia A. W sezonie 2012/13 zajął 12.miejsce w lidze, w następnym sezonie był ósmym w końcowej klasyfikacji. W sezonie 2014/15 ponownie zajął 8.miejsce. W sezonie 2015/16 opuścił się na 10.miejsce, a w 2016/17 wrócił na 8.miejsce. W sezonie 2017 zajął ostatnie 13.miejsce i spadł do Divizia B.

## Sukcesy

### Trofea międzynarodowe
Nie uczestniczył w rozgrywkach europejskich (stan na 31-12-2017).

### Trofea krajowe
| \| \| Zdobyte trofea w rozgrywkach Mołdawii (stan na: 31-05-2017) \| |                                                             |      |                           |
| Rozgrywki                                                            | Osiągnięcie                                                 | Razy | Sezon(y)                  |
| Mistrzostwo                                                          | I miejsce                                                   | 0    |                           |
| Mistrzostwo                                                          | II miejsce                                                  | 0    |                           |
| Mistrzostwo                                                          | III miejsce                                                 | 0    |                           |
| Puchar                                                               | zdobywca                                                    | 0    |                           |
| Puchar                                                               | finalista                                                   | 0    |                           |
| Puchar                                                               | 1/8 finału                                                  | 3    | 2000/01, 2001/02, 2014/15 |
| II liga                                                              | I miejsce                                                   | 0    |                           |
| II liga                                                              | II miejsce                                                  | 0    |                           |
| II liga                                                              | III miejsce                                                 | 0    |                           |
| II liga                                                              | 6.miejsce                                                   | 2    | 2000/01, 2001/02          |
| Mołdawia                                                             | Zdobyte trofea w rozgrywkach Mołdawii (stan na: 31-05-2017) |      |                           |

- Divizia B "Nord":
  - wicemistrz (1x): 2011/12
- Mistrzostwa Mołdawskiej SRR:
  - mistrz (1x): 1972
  - wicemistrz (1x): 1969
- Puchar Mołdawskiej SRR:
  - finalista (1x): 1976

## Stadion
Klub rozgrywa swoje mecze domowe na stadionie Orasenesc w Jedyńcach, który może pomieścić 2500 widzów.